# スコット・オデール
スコット・オデール（Scott O'Dell、1898年5月23日 - 1989年10月15日）は、アメリカの児童文学作家。日本語表記としてはオデールの他に、オデル、オディールなどが使われている。

## 概要
アメリカ・ロサンゼルス生まれ。イギリスの文豪ウォルター・スコットの曾孫に当たる。新聞記者、雑誌記者などを経て、1934年より小説家として本格的に活動をはじめる。
1960年に発表した『青いイルカの島』（Island of the Blue Dolphins, 1960）がベストセラーとなり、以後は児童文学作家に転向する。『青いイルカの島』はニューベリー賞、ドイツ児童図書審議会賞、ウィリアム・アレン・ホワイト賞ほか多数の賞を受賞。1964年には映画化もされた。
他の作品に『黄金の七つの都市』（The King's Fifth, 1966）、『黒い真珠』（The Black Pearl, 1967）、『ナバホの歌』（Sing Down the Moon, 1970）、『鷹は昼狩りをしない』（The Hawk That Dare Not Hunt by Day, 1975）、『シア』（Zia, 1976）、『ブラックスター』（Black Star, Bright Dawn, 1988）などがある。
1982年には『黄金の七つの都市』を原作としたテレビアニメーション作品『太陽の子エステバン』が、日本とフランスの合作で制作された。1984年には歴史小説を対象とする「スコット・オデール賞」を創設した。
1989年に前立腺癌のため91歳で死去。

## 受賞歴
- 1961年 ニューベリー賞（Island of the Blue Dolphins（『青いイルカの島』）に対して）
- 1963年 ドイツ児童文学賞（上記作品のドイツ語版に対して）
- 1972年 国際アンデルセン賞
- 1990年 フェニックス賞 Honor Book（Sing Down the Moon（『ナバホの歌』）に対して）

## 著書
- Island of the Blue Dolphins, 1960  『青いイルカの島』
- The King's Fifth, 1966 『黄金の七つの都市』
- The Black Pearl, 1967 『黒い真珠』
- The Dark Canoe, 1968
- Journey to Jericho, 1969
- Sing Down the Moon, 1970 『ナバホの歌』
- The Treasure of Topo-El-Bampo, 1972 『銀をもってきたロバさん : トポ・エル・バンポのたからもの』
- The Cruise of the Arctic Star, 1973
- Child of Fire, 1974
- The Hawk That Dare Not Hunt by Day, 1975 『鷹は昼狩りをしない』
- Zia, 1976
- The 290, 1976
- Carlota, 1977
- Kathleen, Please Come Home, 1978
- The Captive, 1979
- Sarah Bishop, 1980
- The Feathered Serpent, 1981
- The Spanish Smile, 1982
- The Amethyst Ring, 1983
- The Castle in the Sea, 1983
- Alexandra, 1984
- The Road to Damietta, 1985
- Streams to River, River to the Sea: A Novel of Sacagawea, 1986 『小川は川へ、川は海へ』
- The Serpent Never Sleeps, 1987
- Black Star, Bright Dawn, 1988 『ブラックスター：極北をかけるリーダー犬』
- My Name Is Not Angelica, 1989
- Thunder Rolling in the Mountains, 1991
- Venus Among the Fishes, 1995

## 日本語翻訳書
Island of the Blue Dolphins (1960)
- 『青いイルカの島』 藤原英司訳、藪内正幸絵、理論社〈Junior Library〉、1966年、全国書誌番号:45021105
- 『青いイルカの島』 藤原英司訳、小泉澄夫絵、理論社〈名作の森〉、2004年、ISBN 4-652-00524-5

The King's Fifth (1966)
- 『黄金の七つの都市』 大塚勇三訳、岩波書店〈岩波少年少女の本〉、1977年、全国書誌番号:78004736

The Black Pearl (1967)
- 『黒い真珠』 白柳美彦訳、ポプラ社〈世界子どもの文学〉、1969年、全国書誌番号:77102125
- 『黒い真珠』 小野章訳、評論社〈児童図書館・文学の部屋〉、1977年、全国書誌番号:77034652

Sing Down the Moon (1970)
- 『ナバホの歌』 犬飼和雄訳、岩波書店〈岩波少年少女の本〉、1974年、全国書誌番号:45009197

The Treasure of Topo-El-Bampo (1972)
- 『銀をもってきたロバさん : トポ・エル・バンポのたからもの』 リンド・ワード絵、山本けい子訳、ぬぷん児童図書出版〈たのしい心の児童文学館シリーズ〉、1981年、全国書誌番号:20721831

The Hawk That Dare Not Hunt by Day (1975)
- 『鷹は昼狩りをしない』 犬飼和雄訳、ぬぷん児童図書出版〈心の児童文学館シリーズ〉、1980年、全国書誌番号:80030941

Streams to River, River to the Sea - A Novel of Sacagawea (1986)
- 『小川は川へ、川は海へ』（柳井薫訳、小峰書店〈Y.A.books〉、1997年、ISBN 4-338-14401-7

Black Star, Bright Dawn (1988)
- 『ブラックスター：極北をかけるリーダー犬』 上村修訳、山野辺進画、あかね書房〈あかね世界の文学シリーズ〉、1990年、ISBN 4-251-06252-3